# بيز لينارد
بيز لينارد (بالإنجليزية: Piz Linard)‏ هو أحد جبال سلسلة جبال الألب سيلفريتا ويقع في كانتون غراوبوندن في سويسرا. يحتل المرتبة رقم 75 في قائمة جبال سويسرا من حيث الارتفاع، إذ يبلغ ارتفاعه حوالي 3411 متر، بينما يبلغ ارتفاع نتوء الجبل 1028 متر، هذا وقد سجل أول وصول لقمة الجبل عام 1835.